# Lago de Vieux Emosson
O Lago Vieux Emosson é um lago artificial localizado no cantão de Valais, na Suíça, no município de Finhaut a uma altitude de 2205 m.
Este lago escoa para o reservatório do Lago de Emosson, 300 m mais abaixo. A barragem em arco que deu origem a este lago foi concluída em 1955.
Em 23 de Agosto 1976 foram descobertas as pegadas bem preservadas de dinossauros que viveram 250 milhões de anos. Estas marcas podem ser visitados no verão após o derretimento da neve.